# 芒泰耶
芒泰耶（法語：Manteyer，法語發音：[mɑ̃tɛje]）是法国上阿尔卑斯省的一个市镇，属于加普区。

## 地理
芒泰耶（44°32'16"N, 5°57'50"E）面积25.63 平方千米，位于法国普罗旺斯-阿尔卑斯-蓝色海岸大区上阿尔卑斯省，该省份为法国东南部内陆省份，北起萨瓦省，西北接伊泽尔省，西南接德龙省，南至上普罗旺斯阿尔卑斯省，东北部与意大利接壤。
与芒泰耶接壤的市镇（或旧市镇、城区）包括：奥兹新堡、拉弗雷西努斯、蒙莫尔、佩洛捷、拉罗什德萨诺。
芒泰耶的时区为UTC+01:00、UTC+02:00（夏令时）。

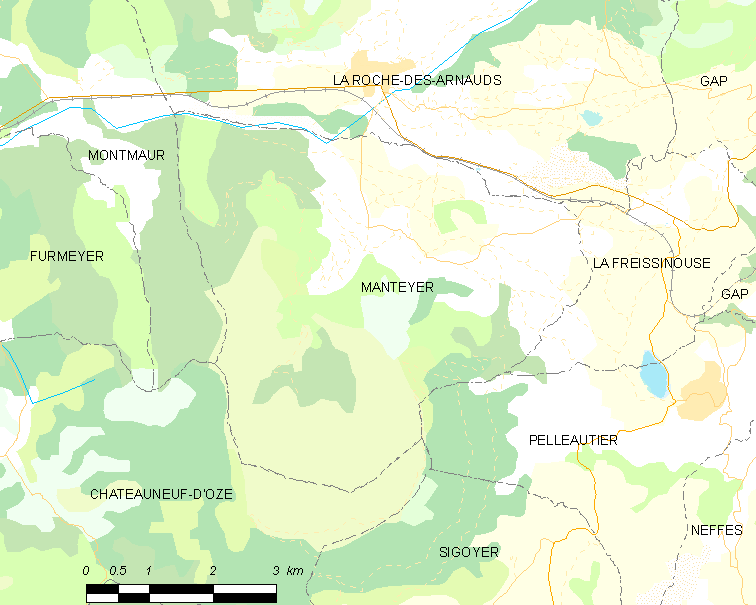
芒泰耶的OSM定位图

## 行政
芒泰耶的邮政编码为05400，INSEE市镇编码为05075。

## 政治
芒泰耶所属的省级选区为韦讷县。

## 人口

1962-2008年间芒泰耶人口变化图示

芒泰耶于2022年1月1日时的人口数量为500人。